# Dong Dong
Dong Dong (en chino: 董栋; Zhengzhou, 13 de abril de 1989) es un deportista chino que compite en gimnasia en la modalidad de trampolín.
Participó en cuatro Juegos Olímpicos de Verano, obteniendo cuatro medallas, bronce en Pekín 2008, oro en Londres 2012 y plata en Río de Janeiro 2016 y Tokio 2020.
Ganó veintiún medallas en el Campeonato Mundial de Gimnasia en Trampolín entre los años 2007 y 2019.  Además, consiguió dos medallas de oro en los Juegos Mundiales, en los años 2013 y 2017.

## Palmarés internacional
| Juegos Olímpicos   | Juegos Olímpicos               | Juegos Olímpicos  | Juegos Olímpicos |
| Año                | Lugar                          | Medalla           | Prueba           |
| ------------------ | ------------------------------ | ----------------- | ---------------- |
| 2008               | Pekín (China)                  | Medalla de bronce | Individual       |
| 2012               | Londres (Reino Unido)          | Medalla de oro    | Individual       |
| 2016               | Río de Janeiro (Brasil)        | Medalla de plata  | Individual       |
| 2020               | Tokio (Japón)                  | Medalla de plata  | Individual       |
| Campeonato Mundial |                                |                   |                  |
| Año                | Lugar                          | Medalla           | Prueba           |
| 2007               | Quebec (Canadá)                | Medalla de oro    | Equipo           |
| 2007               | Quebec (Canadá)                | Medalla de plata  | Individual       |
| 2009               | San Petersburgo (Rusia)        | Medalla de oro    | Individual       |
| 2009               | San Petersburgo (Rusia)        | Medalla de oro    | Equipo           |
| 2010               | Metz (Francia)                 | Medalla de oro    | Individual       |
| 2010               | Metz (Francia)                 | Medalla de oro    | Equipo           |
| 2011               | Birmingham (Reino Unido)       | Medalla de oro    | Sincronizado     |
| 2011               | Birmingham (Reino Unido)       | Medalla de plata  | Individual       |
| 2011               | Birmingham (Reino Unido)       | Medalla de plata  | Equipo           |
| 2013               | Sofía (Bulgaria)               | Medalla de oro    | Individual       |
| 2013               | Sofía (Bulgaria)               | Medalla de oro    | Equipo           |
| 2014               | Daytona Beach (Estados Unidos) | Medalla de oro    | Sincronizado     |
| 2014               | Daytona Beach (Estados Unidos) | Medalla de plata  | Individual       |
| 2015               | Odense (Dinamarca)             | Medalla de oro    | Sincronizado     |
| 2015               | Odense (Dinamarca)             | Medalla de plata  | Equipo           |
| 2017               | Sofía (Bulgaria)               | Medalla de oro    | Equipo           |
| 2017               | Sofía (Bulgaria)               | Medalla de bronce | Individual       |
| 2018               | San Petersburgo (Rusia)        | Medalla de oro    | Equipo mixto     |
| 2018               | San Petersburgo (Rusia)        | Medalla de plata  | Individual       |
| 2019               | Tokio (Japón)                  | Medalla de plata  | Equipo           |
| 2019               | Tokio (Japón)                  | Medalla de bronce | Individual       |